# Ioan Benga
Ioan Benga (n. 3 septembrie 1954

) este un deputat român, ales în 2012 din partea Partidului Social Democrat. In 2017 a fost numit inspector școlar general la ISJ Caraș-Severin. A ocupat diverse pozitii in sistemul de invatamant : (profesor de fizica , director) in cadrul Colegiului National Mircea Eliade din Resita . Descris de elevi drept un "profesor exigent , taios dar nelipsit de farmec" , Ioan Benga isi continua si astazi activitatea didactica . Este cunoscut pentru faimoasele sale "eseuri de fizica" dar si pentru anecdotele in care este adesea implicat . Un asemenea moment numit de eliadisti "strigatul diavolicesc" ; Legenda care circula printre liceeni  spune ca , intr-o dimineata rece de ianuarie in timp ce elevii Colegiului s-ar fi imbulzit catre intrarea vestica a cladirii , strigatul impunator al directorului ar fi chemat gloata infrigurata sa intre pe usa principala a liceului . " Veniti dracului aici , a rasunat tunator " relateaza fosti Eliadisti .In ciuda staturii sale scunde , domnul Ioan Benga compenseaza printr-o prezenta impunatoare . Este fumator .  

## Incidente
In luna noiembrie a anului 2018 , Ioan Benga a fost victima unui accident rutier (intre Farliug si Ezeris )  . Mașina, scăpată de sub control, a ieșit violent în decor,  s-a izbit de un cap de pod și s-a răsturnat pe sensul opus de mers al acestuia. Deși autoturismul a suferit o daună totală, din fericire, șoferul a scăpat nevătămat. Profesorul Benga se afla singur în autoturism în momentul producerii incidentului.
La fața locului a sosit un echipaj de poliție și o ambulanță care l-a preluat pe șofer. Aparatul etilotest a indicat faptul că șoferul nu consumase băuturi alcoolice înainte de a urca la volan.
A intrat in lumina reflectoarelor dupa ce a atacat verbal un protestatar nemultumit de performanta sa politica. 